# Pilar María Terrén Lalana
Pilar María Terrén Lalana (Jaca, Huesca, 1973) es una diplomática española. Es embajadora de España en la República de Nicaragua (desde 2022).

## Carrera diplomática
Nació en la localidad oscense de Jaca en 1973. Tras licenciarse en Derecho en la Universidad Autónoma de Madrid y realizar un diploma en el programa de Liderazgo en la Administración Pública en el IESE Business School, ingresó en la Escuela Diplomática (2003).
Ha estado destinada en las embajadas de España en San Salvador (El Salvador), y en Ciudad de México (México) en dos ocasiones —como cónsul adjunta (2006-2010), y como secretaría en la embajada (2012-2015)—.
En el Ministerio de Asuntos Exteriores, Unión Europea y Cooperación (Madrid) ha desempeñado diversos cargos: vocal asesora en la Subsecretaria de Asuntos Exteriores y de Cooperación; jefe de Servicio y de Área de la Subdirección General de África del Norte; subdirectora general de Cancillería del Ministerio de Asuntos Exteriores (2016). En la Presidencia del Gobierno se desempeñó como jefa adjunta del Departamento de Protocolo.
Está casada con José María García Moya.
Fue nombrada embajadora de España en Managua (Nicaragua) en julio de 2022. Su llegada a la embajada en Managua volvió a normalizar las relaciones diplomáticas entre ambos países que se habían deteriorado desde el 11 de agosto de 2021.